# Can Bonomo
Can Bonomo (nacido el 16 de mayo de 1987) es un cantante turco con ascendencia Sefardí. Representó a Turquía en el Festival de la Canción de Eurovisión 2012, siendo la última participación de este país en el festival.

## Primeros años
Bonomo nació en Esmirna, Turquía. Comenzó a tocar la guitarra a los ocho años de edad. A los diecisiete, comenzó su carrera oficialmente como productor de sonido en Estambul. Al mismo tiempo, Can estudió televisión y cine en la İstanbul Bilgi Üniversitesi, donde sus programas fueron transmitidos en canales de radio muy populares como Number One FM, Radio101 y Radio Class. Tras esto presentó programas en canales internacionales como MTV y Number One TV.

## Eurovisión 2012
Can Bonomo fue elegido internamente en enero de 2012 para representar a Turquía en el Festival de la Canción de Eurovisión 2012 con la canción "Love me back", presentada el 22 de febrero de 2012. En la final del Festival de Eurovision se celebró el 26 de mayo de 2012 en Bakú, Azerbaiyán consiguió el 7º puesto. Actualmente, la de Bonomo sigue siendo la última participación de Turquía en el Festival. 

## Discografía

### Álbumes
- Meczup (2011)
- Aşktan Ve Gariplikten (2012)
- Bulunmam Gerek (2014)
- Kâinat Sustu (2017)
- Ruhum Bela (2019)

### Sencillos
- Şaşkın (2011)
- Bana Bir Saz Verin (2011)
- Meczup (2011)
- Love Me Back (2012)
- Ali Baba (2012)
- Başkan (2012)
- Kara (2013)
- Bardak Taşıyor (2019)

## Premios
- "2011 Golden Butterfly Television Awards" Mejor Artista Nuevo[5]